# Grensvlakmicrofoon

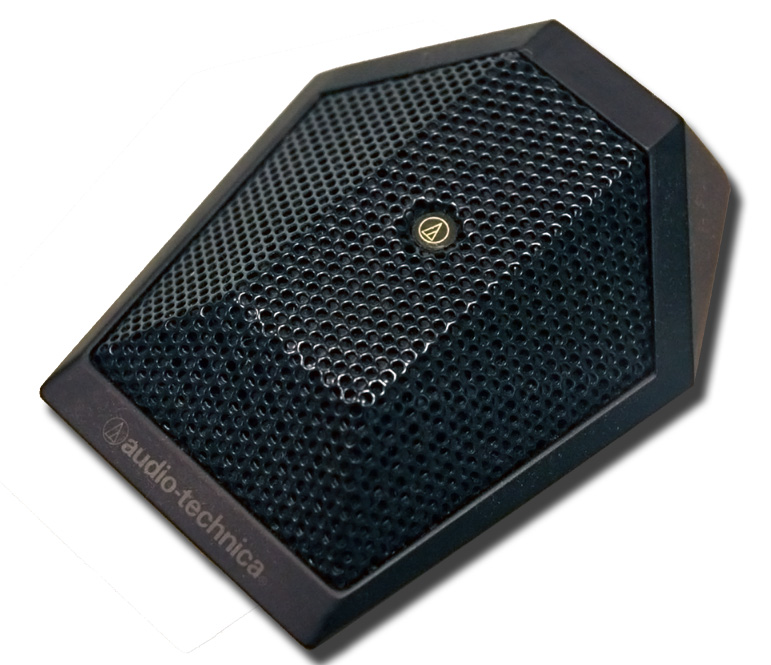
grensvlakmicrofoon

Een grensvlakmicrofoon (ook boundary effect microphone of PZM = pressure zone microphone) is een microfoon die door zijn constructie een hoger signaal levert en minder richtingsgevoelig kan zijn.

## Werking
Wanneer een microfoon vlak bij een plat oppervlak wordt gehouden, dan klinkt het geluid harder. Dit komt doordat het heengaande en het weerkaatste geluid elkaar versterken. Vlak bij het oppervlak is als het ware een "hogedrukgebied" van het geluid. In het Engels heet dit de "pressure zone", en het effect heet een "boundary effect".
In theorie klinkt het geluid in de "pressure zone" twee keer zo hard, dat is 6 dB toename. In de praktijk is een toename van +3 tot +6 dB gebruikelijk. Dat betekent ook dat de signaal-ruis-verhouding met +3 tot +6 dB toeneemt. Voor een microfoon is dat een flinke verbetering.

## Constructie
Het microfoonelement moet klein zijn en vlak bij het platte oppervlak gemonteerd worden. Als de afstand te groot is ontstaat er voor hoge tonen vervorming door faseverschuiving van het directe en het gereflecteerde geluid. Daardoor is alleen een klein elektret microfoon elementje geschikt voor een grensvlakmicrofoon.

De meest gebruikte constructie bestaat uit een microfoonelementje dat ondersteboven boven een plat vlak is gemonteerd. De ruimte tussen het platte vlak en het microfoontje is 0,1 tot 3 mm. Door het ondersteboven te monteren ontvangt de microfoon geen direct geluid maar vanwege de "pressure zone" is het geluid toch twee keer zo hard.
De constructie waarbij de microfoon ondersteboven boven een plat vlak is gemonteerd, is gepatenteerd. Ook de term "PZM" is een geregistreerde naam van Crown International. Andere fabrikanten van grensvlakmicrofoon maken daarom een constructie die net iets anders is om zo het patent niet te schenden.
Er bestaan vele mogelijke constructies voor een grensvlakmicrofoon. Het microfoonelementje kan op zijn kant gemonteerd worden zodat het richtingsgevoelig is. Maar ook het platte vlak kan uit twee of meer platte vlakken bestaan die in een hoek met elkaar gemonteerd zijn. Het microfoonelementje wordt dan in de hoek wordt geplaatst. Het platte vlak kan ook hol of bol van vorm zijn.
Soms wordt een tafel als plat vlak gebruikt. Bijvoorbeeld sommige microfoon om vergaderingen op te nemen bestaan uit een kleine rechtopstaande microfoon, waarbij soms gekozen kan worden uit direct geluid of gereflecteerd geluid.
Het platte vlak beïnvloedt de frequentiekarakteristiek, hoge tonen worden meer versterkt. Er is daarom een correctie met een filter nodig om een natuurgetrouw geluid te krijgen.

## Toepassingen
De grensvlakmicrofoon is vooral geschikt wanneer er geluiden van rondom opgenomen moeten worden. Bijvoorbeeld bij vergaderingen of bij het opnemen van alle geluiden in een ruimte. Ook wordt een grensvlak microfoon graag gebruikt in een bassdrum van een drumstel (denk aan de Shure beta91) omdat grensvlakmicrofoons vaak een goede bass-response hebben.